# Droga krajowa nr 10 (Polska)

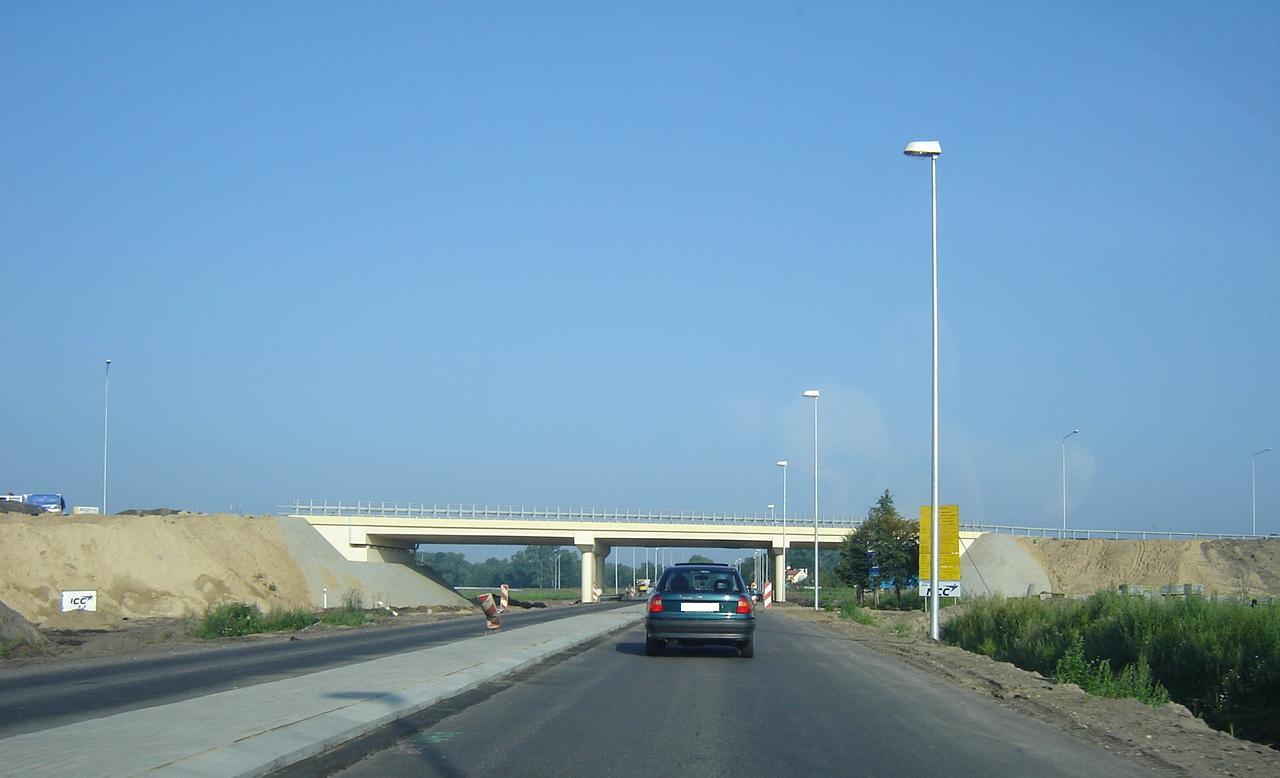
Dawna droga nr 10 przed Stargardem

Droga krajowa nr 10 – droga krajowa klasy GP łącząca aglomeracje: szczecińską, bydgosko-toruńską oraz warszawską. Trasa przebiega przez województwa: zachodniopomorskie, wielkopolskie, kujawsko-pomorskie i mazowieckie.
We wrześniu 2007 roku wojewoda zachodniopomorski zaproponował Ministrowi Transportu włączenie drogi krajowej nr 10 do międzynarodowego korytarza transportowego, inicjatywa ta została rozpatrzona pozytywnie.

## Droga ekspresowa S10
Na obwodnicach Stargardu, Wałcza, Wyrzyska i Bydgoszczy oraz odcinku południowej obwodnicy Torunia droga posiada status drogi ekspresowej S10.

## Historia numeracji
Na przestrzeni lat trasa miała różne oznaczenia:
| Nr    | Kategoria                                                    | Przebieg | Lata obowiązywania  | Źródło | Uwagi |
| ----- | ------------------------------------------------------------ | --- | ------------------- | --- | --- |
| R 104 | Reichsstraße                                                 | Neu-Linken (Lubieszyn) – Stettin (Szczecin) – Altdamm (Dąbie) – Stargard – Reetz (Recz) – Kallies (Kalisz Pomorski) – Deutsch Krone (Wałcz) – Schneidemühl (Piła)                             | do 1945             | Der Große Conti-Atlas für Kraftfahrer, wyd. 18, Hannover: Kartographischer Verlag der Continental Caoutchouc-Compagnie G.m.b.H., 1938. Brak numerów stron w książce | trasa ówcześnie poza granicami Polski |
| R 123 | Reichsstraße                                                 | Schneidemühl (Piła) – granica państwa (Jeziorki) | do 1945             | Der Große Conti-Atlas für Kraftfahrer, wyd. 18, Hannover: Kartographischer Verlag der Continental Caoutchouc-Compagnie G.m.b.H., 1938. Brak numerów stron w książce | trasa ówcześnie poza granicami Polski |
| 21    | droga państwowa                                              | (Berlin – Piła) – Nakło – Bydgoszcz – Toruń | 1921–lata 30.       | Ustawa z dnia 10 grudnia 1920 r. o budowie i utrzymaniu dróg publicznych w Rzeczypospolitej Polskiej. (Dz.U. z 1921 r. nr 6, poz. 32) | |
| 18    | droga państwowa                                              | (Berlin – Piła) – Nakło – Bydgoszcz – Toruń | lata 30.–1952 (?)   | Zygmunt Jaworski, Wacław Pastwa, Alojzy Świkla, Mapa samochodowa Polski (stan dróg) 1:1 100 000, Tadeusz Musiał, 1939–1940. Brak numerów stron w książce | |
| ?     | droga drugorzędna                                            | Toruń – Lubicz – Lipno – Sierpc | do 1952 (?)         | - Der Große Conti-Atlas für Kraftfahrer, wyd. 18, Hannover: Kartographischer Verlag der Continental Caoutchouc-Compagnie G.m.b.H., 1938. Brak numerów stron w książce - Zygmunt Jaworski, Wacław Pastwa, Alojzy Świkla, Mapa samochodowa Polski (stan dróg) 1:1 100 000, Tadeusz Musiał, 1939–1940. Brak numerów stron w książce | • nieznana numeracja • kategoria na podstawie materiałów źródłowych |
| 1     | droga państwowa                                              | Sierpc – Drobin – Płońsk | lata 30. – 1952 (?) | Zygmunt Jaworski, Wacław Pastwa, Alojzy Świkla, Mapa samochodowa Polski (stan dróg) 1:1 100 000, Tadeusz Musiał, 1939–1940. Brak numerów stron w książce | |
| ?     | droga główna („szosa główna”)                                | granica państwa – Szczecin | 1952 (?) – lata 70. | - Mapa samochodowa Polski, Warszawa: Państwowe Przedsiębiorstwo Wydawnictw Kartograficznych, 1956. Brak numerów stron w książce - Atlas samochodowy Polski, Druk rozpoczęto w kwietniu 1958 r. – ukończono w czerwcu 1958 r., Warszawa: Państwowe Przedsiębiorstwo Wydawnictw Kartograficznych. Brak numerów stron w książce - Mapa samochodowa Polski 1:1 000 , Warszawa: Państwowe Przedsiębiorstwo Wydawnictw Kartograficznych, 1962. Brak numerów stron w książce - Atlas samochodowy Polski 1:500 000. Wyd. IV. Warszawa: Państwowe Przedsiębiorstwo Wydawnictw Kartograficznych, 1965, s. 40. | • nieznana numeracja • kategoria na podstawie materiałów źródłowych |
| 19    | droga państwowa                                              | Szczecin – Dąbie – Kobylanka – Stargard Szczeciński – Recz – Kalisz Pomorski – Wałcz – Piła – Wyrzysk – Nakło – Bydgoszcz – Solec Kujawski – Toruń – Kikół – Lipno – Sierpc – Drobin – Płońsk | lata 60.–lata 70.   | - Mapa samochodowa Polski 1:1 000 , Warszawa: Państwowe Przedsiębiorstwo Wydawnictw Kartograficznych, 1962. Brak numerów stron w książce - Atlas samochodowy Polski 1:500 000. Wyd. IV. Warszawa: Państwowe Przedsiębiorstwo Wydawnictw Kartograficznych, 1965, s. 40-41, 44-45, 48-49, 73, 76-77. | |
| 18    | • droga państwowa: do 1985 • droga krajowa: od 1 X 1985      | granica państwa – Mierzyn – Szczecin | lata 70.–1986       | - Mapa samochodowa Polski 1:1 000 , wyd. trzecie, Warszawa: Państwowe Przedsiębiorstwo Wydawnictw Kartograficznych, 1975. Brak numerów stron w książce - Samochodowy atlas Polski 1:500 000. Wyd. V. Warszawa: PPWK, 1979. ISBN 83-7000-017-7. Brak numerów stron w książce - Samochodowy atlas Polski 1:500 000. Wyd. VI. Warszawa: PPWK, 1980. Brak numerów stron w książce - Samochodowy atlas Polski 1:500 000. Wyd. IX. Warszawa: PPWK, 1984. Brak numerów stron w książce - Samochodowy atlas Polski 1:500 000. Wyd. IX. Warszawa: PPWK, 1985. Brak numerów stron w książce | |
| T81   | • droga międzynarodowa: do 1985 • droga krajowa: od 1 X 1985 | Szczecin – Stargard – Wałcz – Piła – Nakło nad Notecią – Bydgoszcz – (Solec Kujawski) – Toruń – Lipno – Sierpc – Drobin – Płońsk                                                              | lata 70.–1985       | - Mapa samochodowa Polski 1:1 000 , wyd. trzecie, Warszawa: Państwowe Przedsiębiorstwo Wydawnictw Kartograficznych, 1975. Brak numerów stron w książce - Samochodowy atlas Polski 1:500 000. Wyd. V. Warszawa: PPWK, 1979. ISBN 83-7000-017-7. Brak numerów stron w książce - Samochodowy atlas Polski 1:500 000. Wyd. VI. Warszawa: PPWK, 1980. Brak numerów stron w książce - Samochodowy atlas Polski 1:500 000. Wyd. IX. Warszawa: PPWK, 1984. Brak numerów stron w książce - Samochodowy atlas Polski 1:500 000. Wyd. IX. Warszawa: PPWK, 1985. Brak numerów stron w książce | Na odcinku Bydgoszcz – Toruń droga T81 biegła śladem dzisiejszej drogi krajowej nr 80, z pominięciem Solca Kujawskiego                                                              |
| 116   | droga krajowa                                                | Szczecin – Dołuje – Lubieszyn – granica państwa | 1986–2000           | - Uchwała nr 192 Rady Ministrów z dnia 2 grudnia 1985 r. w sprawie zaliczenia dróg do kategorii dróg krajowych (M.P. z 1986 r. nr 3, poz. 16) - Polska: Atlas samochodowy 1:300 000. Wyd. pierwsze. Warszawa/Wrocław: PPWK, 1992. ISBN 83-7000-080-0. Brak numerów stron w książce - Polska: Mapa samochodowa 1:700 000, wyd. 1, Szczecin: Wydawnictwo Kartograficzne KOMPAS, 1996–1997, ISBN 83-904373-2-5. Brak numerów stron w książce - Polska: Mapa samochodowa 1:700 000, wyd. II Zmienione i poprawione, Szczecin: Wydawnictwo Kartograficzne KOMPAS, 1997–1998, ISBN 83-904373-3-3. Brak numerów stron w książce - Rozporządzenie Rady Ministrów z dnia 15 grudnia 1998 r. w sprawie ustalenia wykazu dróg krajowych i wojewódzkich (Dz.U. z 1998 r. nr 160, poz. 1071) | • Punktem początkowym/końcowym w Szczecinie był węzeł autostradowy Kijewo • Droga przystosowana do ruchu ciężkiego – dopuszczalny nacisk na oś do 10 ton                            |
| 10    | droga krajowa                                                | Szczecin – Stargard – Recz – Wałcz – Piła – Wyrzysk – Bydgoszcz – Zławieś Wielka – Toruń – Lipno – Sierpc – Drobin – Płońsk                                                                   | od 14 II 1986       | - Uchwała nr 192 Rady Ministrów z dnia 2 grudnia 1985 r. w sprawie zaliczenia dróg do kategorii dróg krajowych (M.P. z 1986 r. nr 3, poz. 16) - Polska: Atlas samochodowy 1:300 000. Wyd. pierwsze. Warszawa/Wrocław: PPWK, 1992. ISBN 83-7000-080-0. Brak numerów stron w książce - Polska: Mapa samochodowa 1:700 000, wyd. 1, Szczecin: Wydawnictwo Kartograficzne KOMPAS, 1996–1997, ISBN 83-904373-2-5. Brak numerów stron w książce - Polska: Mapa samochodowa 1:700 000, wyd. II Zmienione i poprawione, Szczecin: Wydawnictwo Kartograficzne KOMPAS, 1997–1998, ISBN 83-904373-3-3. Brak numerów stron w książce - Rozporządzenie Rady Ministrów z dnia 15 grudnia 1998 r. w sprawie ustalenia wykazu dróg krajowych i wojewódzkich (Dz.U. z 1998 r. nr 160, poz. 1071) | • W 2000 r. do przebiegu drogi włączono odcinek ze Szczecina do granicy polsko-niemieckiej • Lokalne zmiany przebiegu spowodowane oddaniem do użytku odcinków drogi ekspresowej S10 |

## Dopuszczalny nacisk na oś
Od 13 marca 2021 roku na drodze dozwolony jest ruch pojazdów o nacisku pojedynczej osi napędowej do 11,5 tony.

### Do 13 marca 2021
We wcześniejszych latach droga krajowa nr 10 była objęta ograniczeniami dopuszczalnego nacisku pojedynczej osi:
| Znak | Dopuszczalny nacisk | Lata obowiązywania | Odcinek |
| ---- | ------------------- | ------------------ | --- |
| DK10 | do 10 ton           | 2005–2010          | granica państwa – Lubieszyn – Szczecin – Stargard Szczeciński – Wałcz – Piła – Pawłówek – Białe Błota – Wypaleniska – Pryłubie – Toruń – Lipno – Sierpc – Drobin – Płońsk                                                                                   |
| DK10 | do 10 ton           | 2010–2011          | granica państwa – Lubieszyn – Szczecin – Stargard Szczeciński – Wałcz – Piła – Pawłówek – Białe Błota – Wypaleniska – Przyłubie – Toruń – Lipno – Sierpc – Drobin – Płońsk 7                                                                                |
| DK10 | do 10 ton           | 2011–2012          | granica państwa – Lubieszyn – Szczecin – Stargard Szczeciński – Wałcz – Piła – Pawłówek – Białe Błota – Wypaleniska – Przyłubie – Toruń 1 |
| DK10 | do 10 ton           | 2012–2015          | - granica państwa – Lubieszyn – Szczecin 3 - Wałcz 22 – Piła – Pawłówek – Białe Błota – Wypaleniska – Przyłubie – Toruń 1 |
| DK10 | do 10 ton           | 2015–2017          | - granica państwa – Lubieszyn – Szczecin (3, węzeł „Szczecin Kijewo”) - Wałcz (22, ul. gen. Leopolda Okulickiego) – Piła – Wyrzysk (początek drogi ekspresowej) - Wyrzysk (koniec drogi ekspresowej) – Pawłówek – Białe Błota (5, węzeł „Bydgoszcz Błonie”) |
| DK10 | do 10 ton           | 2017–2021          | granica państwa – Lubieszyn – Szczecin (3, węzeł „Szczecin Kijewo”) |

## Ważniejsze miejscowości leżące na trasie 10
- Lubieszyn – przejście graniczne z Niemcami
- Szczecin (A6, S3, S6, DK13)
- Stargard (DK20) – obwodnica S10
- Suchań
- Recz
- Kalisz Pomorski
- Mirosławiec
- Wałcz (DK22) – obwodnica S10
- Piła (DK11) – obwodnica
- Wyrzysk – obwodnica S10 (jednojezdniowa)
- Nakło nad Notecią – obwodnica
- Bydgoszcz (DK80) – obwodnica S5/S10/DK25
- Białe Błota (S5) – obwodnica S5/S10/DK25
- Solec Kujawski – obwodnica
- Toruń (A1, S10, DK15, DK80, DK91) – obwodnica S10 (jednojezdniowa), płatna na wspólnym odcinku z A1
- Lubicz Dolny (A1, S10)
- Kikół - obwodnica
- Lipno (DK67)
- Skępe – obwodnica
- Sierpc – obwodnica
- Drobin (DK60)
- Płońsk (DK50) – obwodnica
- Siedlin (S7, DK7, DK50)

## Bezpieczeństwo na drodze

### Bezpieczeństwo pieszych i rowerzystów
Na początkowym odcinku obwodnicy Płońska droga posiada pobocze asfaltowe. Następnie aż do Sierpca jezdnia została poszerzona do 10 metrów. Na odcinku obwodnicy bydgoskiej także występuje pobocze asfaltowe. Na odcinku o wspólnym przebiegu z drogą krajową nr 5 droga została przebudowana do parametrów dwujezdniowej drogi ekspresowej.

## Galeria

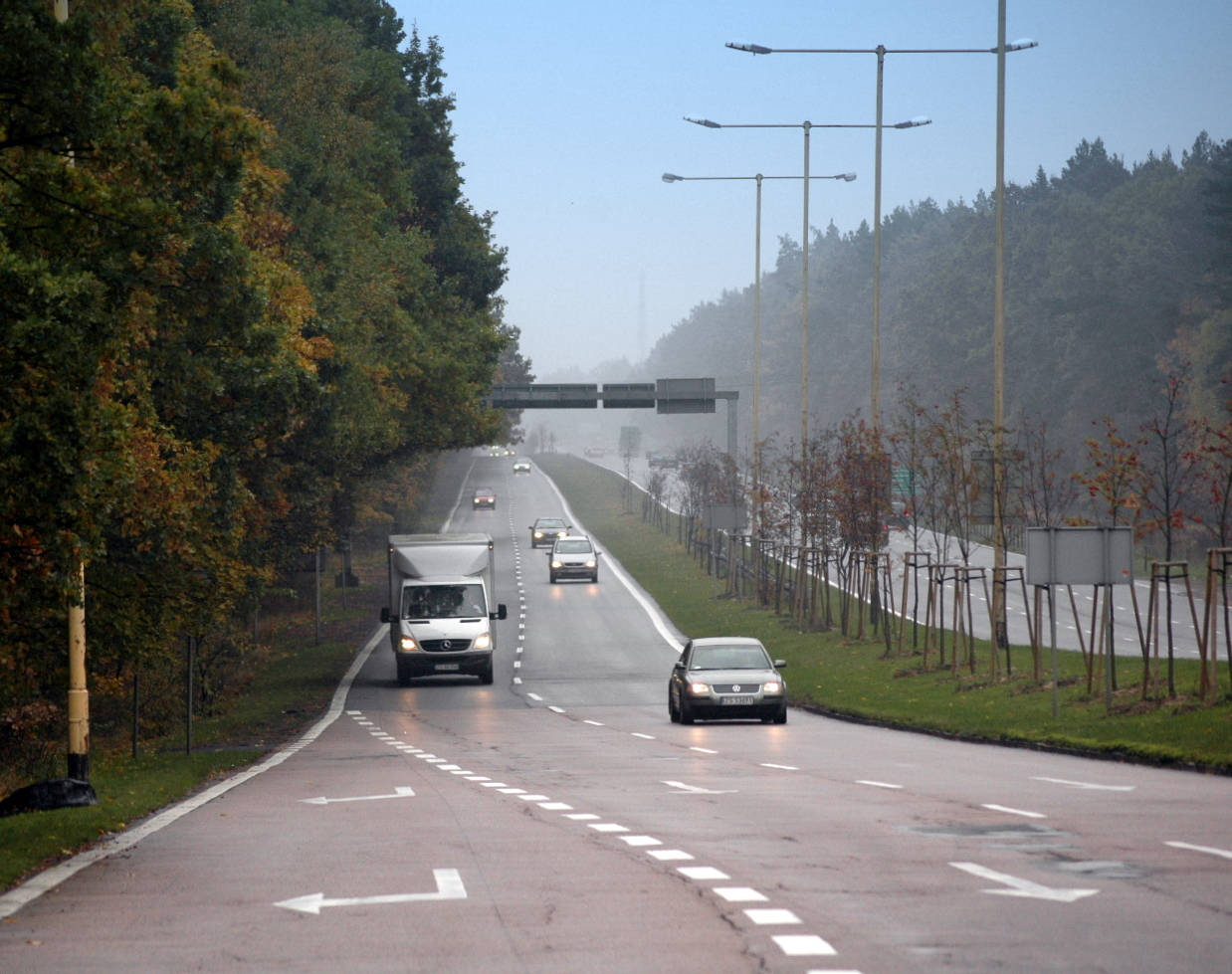
Droga nr 10 w Szczecinie
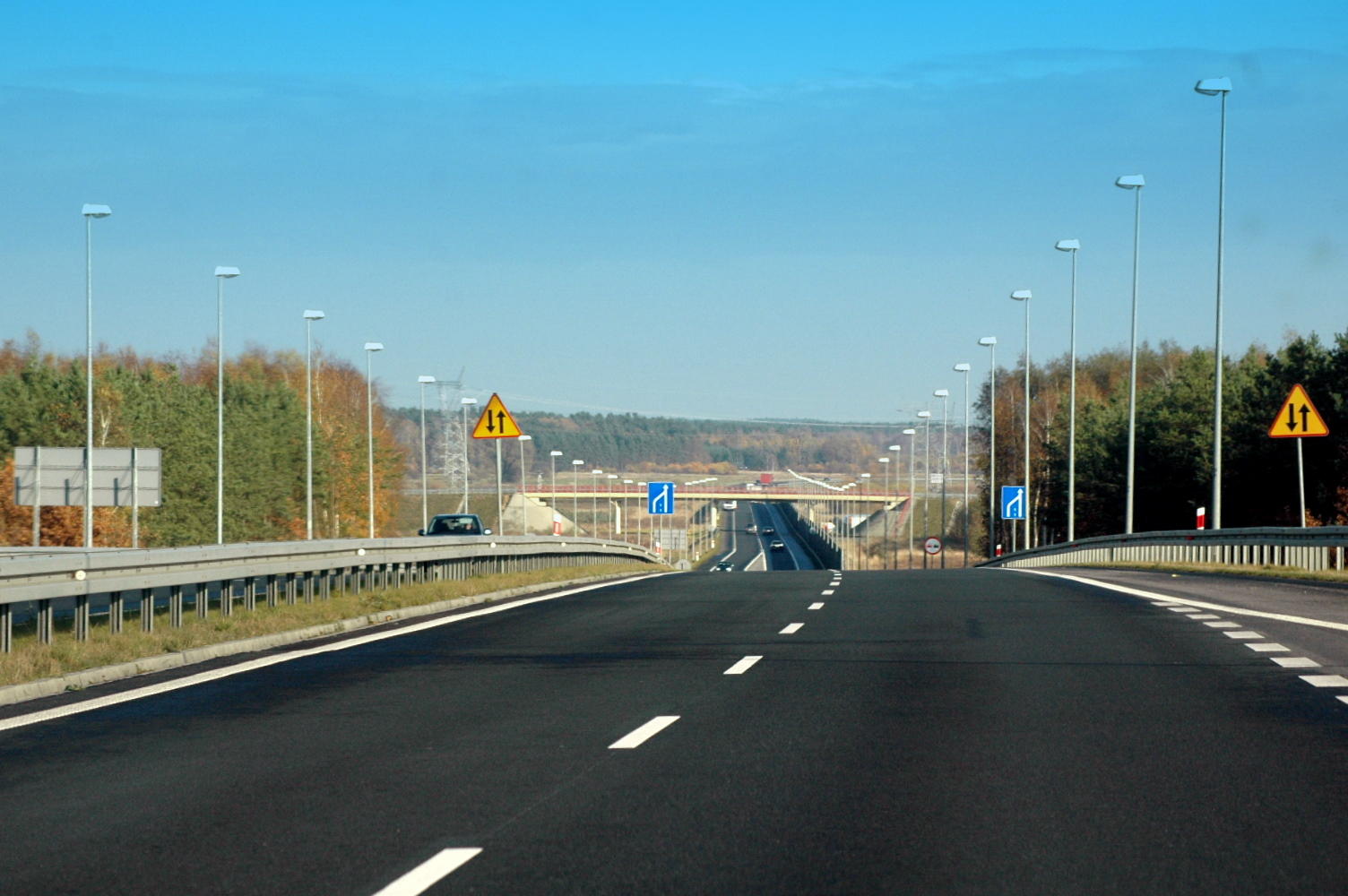
Obwodnica Kobylanki (zachodniopomorskie)
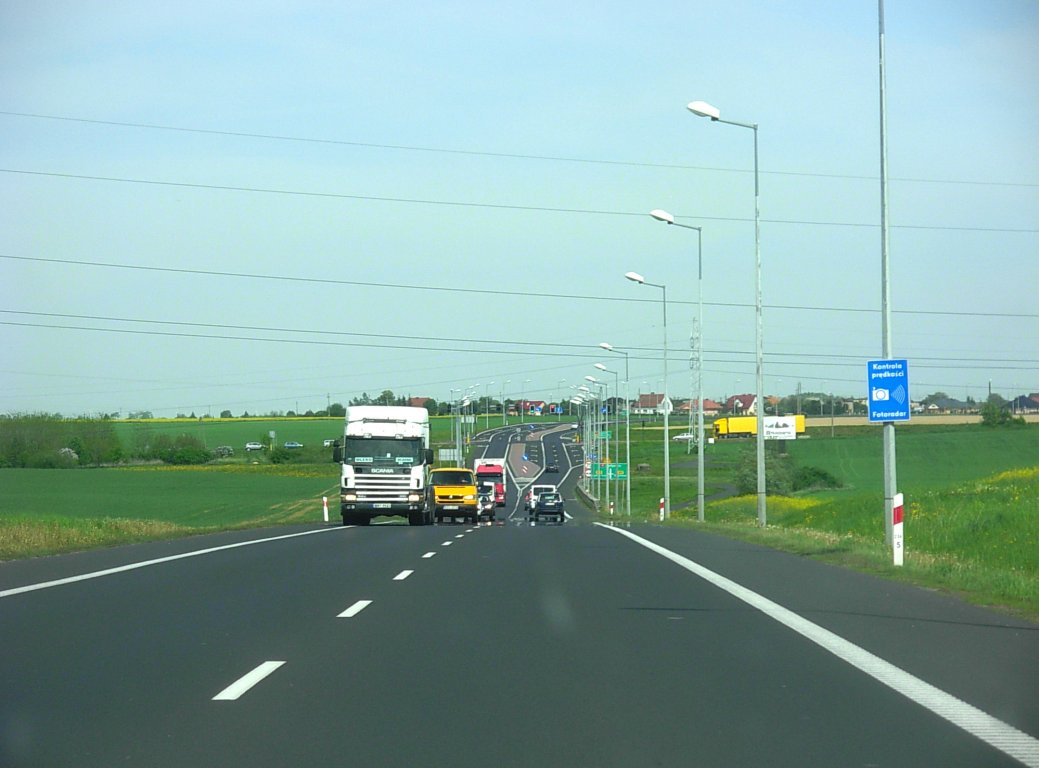
Obwodnica Nakła nad Notecią